# Bougainville japán megszállása
A csendes-óceáni Salamon-szigetekhez tartozó Bougainville japán megszállása a második világháborúban, 1942. március 20-án történt.

## A sziget
Bougainville a Salamon-szigetek legnagyobbika, 210 kilométer hosszú és 50 kilométer széles, területe nagyjából 9800 négyzetkilométer. A szigetlánc északnyugati végén helyezkedik el, 300 kilométerre az új-britanniai Rabaultól. A szigetet hegyek borítják, köztük két működő vulkán, és a legmagasabb csúcs 3100 méteres. A hegyek lábát és a sík területeket sűrű dzsungel borítja. A szigetet a spanyolok fedezték fel a 16. században, nevét Louis Antoine de Bougainville-től kapta aki 1768-ban járt itt. A sziget klímája trópusi, évente nagyjából 250 centiméter eső esik.

## A megszállás előtt
1941-ben a sziget déli csúcsán egy kis kikötő működött Buinnál, ahol a kopraszállítmányokat rakták hajóra, és egy füves leszállópálya várta a repülőgépeket. A Bougainville északi részénél található Buka-szigeten egy 1400 méter hosszú kifutópálya volt. A sziget partjain az őslakosok ösvényei vezettek, de csak az északnyugati szakaszon lehetett járművel közlekedni. Nagyjából 54 ezer őslakos élt a szigeten, valamint száz európai és száz ázsiai. Utóbbiak főként kínaiak voltak.
1941. december 12-én az európai nőket és gyerekeket arra utasították a hatóságok, hogy hagyják el a szigetet. A többiek hat nap múlva kapták meg ugyanezt a parancsot. Többen megtagadták az utasítást, köztük a misszionáriusok. Sok európait és kínait tengeralattjáróval szállítottak el Bougainville-ről. A maradók között volt Jack Read és Paul Mason, akik megszervezték a Ferdinand-parti figyelőszolgálatot, és később, a guadalcanali hadjárat idején jelzéseket küldtek a guadalcanali Henderson légitámaszpontra a támadásra induló japán repülőgépekről.

## Japán uralom
A japán csapatok 1942. március 30-án léptek partra a Buka-szorosnál, ahol birtokba vették a repülőteret, amely a háborúban a rabauli nagy bázis kiegészítő létesítményeként működött. Ezután megkezdték a sziget elfoglalását, amely a nehéz körülmények miatt hónapokig tartott. A japánok eleinte nem tettek erőfeszítéseket, hogy a parti figyelőket elfogják, vagy megzavarják, de 1943 márciusában már tengeralattjárón kellett evakuálni őket a japán őrjáratok elől.
A bukai repülőteret a guadalcanali amerikai partraszállás után kibővítették és fejlesztették a megszállók, többek között a föld alá helyezték az üzemanyagtartályokat, valamint részben aszfalttal, részben korallőrleménnyel borították a 700 méteres kifutópályát. 1943 végére befejezték a kahili, a ballalei, a karai és a bonisi reptereket is, valamint folytak a munkálatok Kietánál.
1942 tavaszán a szövetségesek elfogadták a Cartwheel hadművelet tervét, amelynek elsődleges célja Rabaul semlegesítése volt. Mivel a japán támaszpont bevételére nem volt elegendő forrásuk, úgy döntöttek, hogy kiiktatják a Rabault gyűrű szerűen körbevevő erődítményrendszert. Ennek egyike volt Bougainville. Amikor az amerikaiak 1943 októberében partra szálltak a szigeten, 25 ezer katona és 12 ezer haditengerész védte Bougainville-t. Túlnyomó többségük a repülőterek körül kiépített szilárd védelmi rendszerben állomásozott.